# Fondo Solidario de Crédito Universitario
El Fondo Solidario de Crédito Universitario (FSCU) en el Estado chileno, es un beneficio establecido por la ley 19.287, de 1994, que se entrega a los alumnos de educación superior pertenecientes a las veinticinco universidades del Consejo de Rectores, para costear de forma total o parcial los aranceles de las carreras.
Está pensado para aquellos alumnos matriculados en la educación superior que no pueden financiar sus estudios y que debido a sus resultados en la Prueba de Selección Universitaria, ameritan la obtención del beneficio.

## Historia
Gestado como Crédito Fiscal Universitario, por medio del D.F.L N.º 4 de 1981, del Ministerio de Educación, durante la dictadura militar, fue el inicio del beneficio para los estudiantes de las universidades estatales e institutos profesionales de la época. Sus principales características fueron las siguientes: la deuda se traduciría a Unidades Tributarias Mensuales, esta deuda se cancelaría en 10 cuotas anuales si esta no excede las 40 UTM en caso de una deuda mayor a este monto, las cuotas oscilarían entre 11 a 15, el interés devengado sería de un 1%.
Los fondos anuales para el crédito quedaron supeditados desde un comienzo a las variaciones del IPC multiplicadas por un factor progresivo que aumentaba estos recursos cada año. Para asignar estos recursos se requirió de una evaluación socioeconómica y se basaba en los siguientes aspectos fundamentales: ingreso por grupo familiar, la cantidad de personas integrantes de dicho grupo, las personas que se encontraban estudiando y el lugar de residencia del grupo, todo esto para lograr cierta igualdad en su asignación, así lo destaca la norma:

"...Todo ello con el fin de lograr que las solicitudes por Crédito Fiscal Universitario obedezcan a situaciones de real necesidad y la selección de los alumnos que opta al Crédito, sea aplicada en forma homogénea y consistente en las distintas entidades de Educación Superior."

El primer crédito se mantendría hasta 1986, cuando por medio de la ley Nº18.591 se modifica, pasando a denominarse  Crédito Universitario con similares características en su interés y reajuste, cambiando la forma de pago, es así como los beneficiarios debían cancelar en cuotas anuales pagaderas, durante un periodo no mayor a los años en que se obtuvo el crédito.
En el año 1994 se vuelve a modificar la ley 18.591, mediante la Ley 19.287, creándose el Fondo Solidario de Crédito Universitario, por el artículo 70 de dicha ley:

"...Créase un fondo solidario de crédito universitario para cada una de las instituciones de educación superior que reciben aporte del Estado con arreglo al artículo 1° del decreto con fuerza de ley N°4, del Ministerio de Educación, de 1981..."

## Requisitos
Los requisitos del FSCU son los siguientes:
- Tener nacionalidad chilena.
- Declarar una condición socioeconómica que impida el pago total o parcial del arancel anual.
- Obtener un puntaje en la PSU igual o superior a 475 puntos.
- Estar matriculado en alguna de las 25 Universidades del Consejo de Rectores.
- Completar de forma satisfactoria el Formulario de Postulación.

### Apelación
Los alumnos que no hayan obtenido un monto igual al arancel de referencia, tienen la instancia de apelación al Fondo Solidario de Crédito Universitario con el fin de aumentar el beneficio; siempre y cuando se encuentre en una de las siguientes condiciones:
- Enfermedad catastróficas no cubiertas por el AUGE de algún integrante del núcleo familiar. Se debe presentar certificado de enfermedad o invalidez.
- Hermanos en otras instituciones de educación superior, se debe acreditar con certificado de alumno regular y los costos de los aranceles.
- Muerte o cesantía del sostenedor del grupo familiar, esto debe ocurrir entre la postulación y la apelación.En caso de cesantía se deben presentar finiquitos.

Estos trámites se deben realizar en la institución correspondiente, en los fechas determinadas para cada proceso de apelación.

## Universidades con el beneficio
| - Universidad de Chile - Universidad de Santiago de Chile - Universidad Arturo Prat - Universidad de Antofagasta - Universidad de Atacama - Universidad de La Frontera - Universidad de La Serena - Universidad de Magallanes - Universidad de Talca - Universidad de Valparaíso - Universidad de Tarapacá - Universidad de Playa Ancha de Ciencias de la Educación - Universidad Metropolitana de Ciencias de la Educación | - Universidad del Bío-Bío - Universidad de Los Lagos - Universidad Tecnológica Metropolitana - Pontificia Universidad Católica de Chile - Universidad de Concepción - Pontificia Universidad Católica de Valparaíso - Universidad Técnica Federico Santa María - Universidad Austral de Chile - Universidad Católica del Norte - Universidad Católica de la Santísima Concepción - Universidad Católica del Maule - Universidad Católica de Temuco |